# Pandemia de COVID-19 en Montenegro

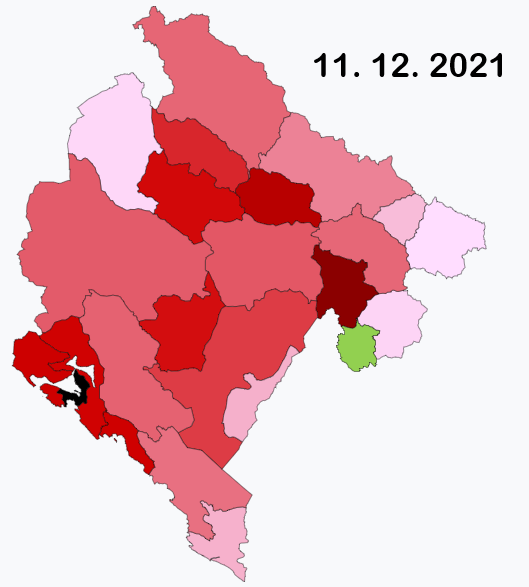
Casos activos de COVID-19 en Montenegro

La pandemia de COVID-19 en Montenegro llegó en 2020, lo que lo convierte en el último país europeo en registrar un caso de SARS-CoV-2.
El 24 de mayo de 2020, 68 días después de que se registrara el primer caso en Montenegro, se convirtió en el primer país libre de corona en Europa. Dentro del primer brote, los casos indexados representaron el 9% del total notificado, el 80% de los casos se infectaron por contacto con los casos primarios, mientras que el origen de la infección del otro 11% de los casos no era seguro. El Gobierno de Montenegro estimó que el país necesita 59,2 millones de euros de ayuda privada e internacional para abordar el impacto sanitario, social y económico del COVID-19.
Montenegro no tuvo casos activos de COVID-19 desde el 24 de mayo hasta el 14 de junio, cuando se notificó el primer caso importado.

## Antecedentes
El 12 de enero de 2020, la Organización Mundial de la Salud (OMS) confirmó que un nuevo coronavirus fue la causa de una enfermedad respiratoria en un grupo de personas en la ciudad de Wuhan, provincia de Hubei, en la República Popular China, que se informó a la OMS el 31 de diciembre de 2019.
La tasa de letalidad de COVID-19 ha sido mucho más baja que la del SARS, pero la transmisión ha sido significativamente mayor, con un número total de muertes significativo.

## Cronología

### Marzo de 2020
El 17 de marzo, Montenegro confirmó sus primeros tres casos de COVID-19, una mujer nacida en 1973 y un hombre nacido en 1963 de los cuales dos vivían juntos en la capital Podgorica, la otra mujer, nacida en 1948, era de Ulcinj. Uno de los tres primeros casos había llegado 12 días antes desde Nueva York, Estados Unidos a Ulcinj, los otros dos casos habían llegado a Podgorica 5 días antes desde Barcelona, España y estaban bajo vigilancia médica.
El 18 de marzo se confirmaron 6 casos más de infectados por la enfermedad causada por el virus, uno de los cuales no tenía vínculos con los casos confirmados el día anterior.
El 19 de marzo se confirmaron 2 casos de infectados más, elevando el número de infectados por COVID-19 en el país a 10. Más tarde ese día, se confirmaron 3 casos más, con lo que el total asciende a 13.
El 20 de marzo se identificó el 14º caso en la ciudad de Herceg Novi.
El 21 de marzo se confirmaron 2 nuevos casos de COVID-19.
El 22 de marzo se confirmaron 6 nuevos casos. Uno de estos casos, un hombre de 65 años que había viajado varios días antes desde Serbia, murió un día después de su ingreso hospitalario, convirtiéndose en el primer caso de muerte por COVID-19 del país.
El 23 de marzo se confirmaron 5 nuevos casos de infectados por el virus.
El 24 de marzo se confirmaron 18 nuevos casos. Como 15 de los nuevos casos se registraron en la ciudad de Tuzi, el gobierno impuso un bloqueo completo en Tuzi, haciendo de Tuzi el primer municipio de Montenegro en ser bloqueado por completo durante la pandemia y solo se permitió operar los servicios esenciales. 
El 25 de marzo se confirmaron 6 nuevos casos de la enfermedad.
El 26 de marzo se confirmaron 14 nuevos casos de infectados. Más tarde ese día, se confirmaron dos casos más, mientras que 6,258 personas estaban bajo supervisión médica.
El 27 de marzo (07:45) se confirmó un caso más. Más tarde ese mismo día (17:45), se confirmaron 5 casos más, todos ellos en Andrijevica, mientras que 6.278 personas se encontraban bajo supervisión médica. Posteriormente ese mismo día (21:00 horas) se confirmaron 7 casos más, 4 en Tuzi y 3 en Bar .
El 28 de marzo se confirmaron 2 nuevos casos de COVID-19, uno en Tivat y otro en Podgorica.
El 29 de marzo se confirmó un nuevo caso de la enfermedad.
El 30 de marzo se confirmaron 6 nuevos casos de COVID-19.
El 31 de marzo se confirmaron 18 nuevos casos de infecciones por el virus COVID-19.

### Abril de 2020
El 1 de abril se confirmaron 14 nuevos casos de infecciones.
El 2 de abril se confirmaron 17 nuevos casos de COVID-19.[cita requerida]
El 3 de abril se informó de la primera recuperación, un hombre de 46 años de Bar, Montenegro ”.[cita requerida]

### Mayo de 2020
El 24 de mayo, 68 días después de que se registrara el primer caso, Montenegro se convirtió en el primer país sin coronavirus de Europa.

### Junio de 2020
El 14 de junio se notificó el primer caso nuevo en el país desde el 4 de mayo. Sin embargo, este es también el primer caso importado notificado, ya que una persona de Bosnia y Herzegovina, que actualmente se encuentra en autoaislamiento, dio positivo en la prueba.
El 15 de junio, se informó de otro caso importado en el país, también de Bosnia y Herzegovina y que actualmente se encuentra en la ciudad de Budva. Al 15 de junio, hay dos casos activos en Montenegro.

### Octubre de 2020
El 7 de octubre de 2020, el clérigo más destacado de la nación, Amfilohije Radović, obispo metropolitano ortodoxo serbio de Montenegro y el Litoral, dio positivo por COVID-19. Murió el 30 de octubre de 2020 en Podgorica a la edad de 82 años. A pesar de las prohibiciones del gobierno de Montenegro sobre las reuniones públicas masivas debido a la propagación del virus COVID-19, frente a la Catedral de Podgorica, había miles de creyentes presentes, así como jefes de la Iglesia Ortodoxa en Serbia, Bosnia y Herzegovina, Grecia, Ucrania y Albania, la Arquidiócesis de Bar y las comunidades islámicas en Montenegro y Serbia, al funeral también asistieron un gran número de líderes políticos de Montenegro y países vecinos. Los discursos en el funeral estuvieron a cargo del obispo Joanikije de Budimlja y Nikšić, el patriarca serbio Irinej, el primer ministro montenegrino designado Zdravko Krivokapić, el presidente del Parlamento de Montenegro Aleksa Bečić, así como el poeta serbio y amigo cercano de Amfilohije, Matija Bećković. El funeral fue un evento de gran difusión y varios funcionarios de la iglesia, incluido el Patriarca Irinej, dieron positivo a principios de noviembre. Tras el brote de Podgorica, los sacerdotes ortodoxos serbios comenzaron a apelar a sus feligreses para que se tomaran el virus más en serio.